# Années 1620 av. J.-C.
Les années 1620 av. J.-C. couvrent les années de 1629 av. J.-C. à 1620 av. J.-C.

## Évènements

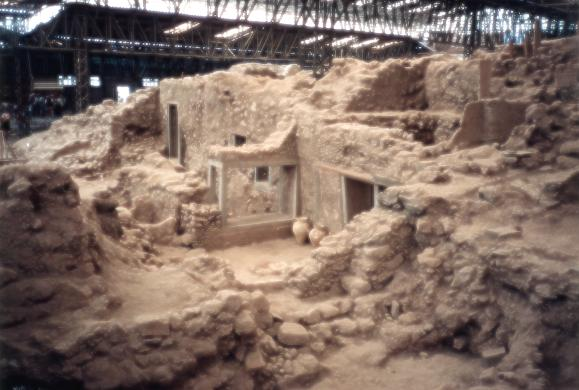
Les fouilles d'Akrotiri, à Santorin

- 1628 av. J.-C. : date probable de la formidable explosion de l'ancienne île de Santorin en mer Égée[1]. Raz de marée, nuages de cendres qui, poussés vers l’est par le vent, atteignent les côtes de l’Asie Mineure. Cette catastrophe est peut-être à l’origine du mythe de l’Atlantide. À Akrotiri (Santorin) une ville entière de l’âge du bronze a été découverte enfouie sous les cendres. Les bâtiments y sont conservés sur deux ou trois étages.
- 1626 av. J.-C.[2] : fin du règne d'Ammisaduqa, roi de Babylone[3].
- 1625-1595 av. J.-C.[2] : règne de Samsu-ditana, roi de Babylone. Sous son règne, le territoire de l’ancien empire de Babylone se limite à la région comprise entre la capitale et Sippar[3].
- 1621-1618 av. J.-C.[2] : règne de Lullaia, roi d’Assyrie[3].
- Vers 1620-1590 av. J.-C. : règne de Moursil Ier (Mursili), roi des Hittites (fin en 1590 av. J.-C.). Après avoir détruit Alep et conquit le royaume de Iamhad, prend et pille Babylone (1595 av. J.-C.). Rappelé en Anatolie par des révoltes de palais, il se replie, emportant les statues de Marduk et de Sarpanitum. Babylone tombe aux mains des Kassites, et il est possible que Moursil ait conclu avec eux un accord dirigé contre le dernier roi babylonien (en faveur des Kassites) et contre les Hourrites (en faveur des Hittites)[3].